# Космос-144
Космос-144 — космический аппарат — искусственный спутник Земли, был запущен 28 февраля 1967 года, и стал одним из одиннадцати метеорологических спутников, запущенных Советским Союзом в период с 1964 по 1969 год. «Космос-144» стал вторым советским метеорологическим спутником и первым эксплуатируемым спутником в экспериментальной спутниковой системе «Метеор». Это был также первый запуск метеорологического спутника с космодрома «Плесецк» на околополярную, почти круговую орбиту.

## Запуск
«Космос-144» был запущен с помощью ракеты-носителя «Восток-2М», которая стартовала с площадки 41/1 космодрома «Плесецк». Запуск произошёл в 14:34:59 по Гринвичу 28 февраля 1967 года и был успешным. «Космос-144» эксплуатировался на низкой околоземной орбите, 28 февраля 1967 года он имел перигей 574 км, апогей 644 км, наклон 81,25° и орбитальный период 96,88 минуты. Эксплуатация «Космос-144» прекратилась в марте 1968 года.
Запуск спутника «Космос-144» произошёл после успешного запуска другого метеорологического спутника — «Космос-122», который был запущен 25 июня 1966 года. Эти спутники использовались до 1969 года, после чего они были заменены модернизированными аппаратами серии «Метеор-1».

## Особенности конструкции аппарата
Спутник имел форму цилиндрической капсулы длиной 5 метров и диаметром 1,5 метра. Масса Космос-144 равнялась 4730 килограммов. Две большие панели солнечных батарей по четыре сегмента каждая разворачивались с противоположных сторон цилиндра после отделения спутника от ракеты-носителя. Солнечные панели постоянно ориентировались лицом к солнцу в дневное время с помощью поворотного привода, управляемого датчиком солнца, который располагался в верхней части центрального корпуса. Метеорологические приборы, магнитометр, радиоантенны с частотой 465 МГц и устройства управления орбитой были размещены в меньшем по размеру, герметично закрытом цилиндре, расположенном на обращенном к Земле конце цилиндрического корпуса спутника. Спутник имел трёхосевой стабилизатор, выполненный в виде инерционных маховиков, приводимых в движение электродвигателями, кинетическая энергия которых гасилась крутящими моментами, создаваемыми электромагнитами, которые взаимодействовали с магнитным полем Земли. «Космос-144» был ориентирован так, что одна из его осей была направлена на землю вдоль местной вертикали, вторая-вдоль вектора орбитальной скорости, а третья — перпендикулярно плоскости орбиты. Такая ориентация обеспечивала постоянное направление оптических осей приборов на поверхность Земли.